# It Don't Matter to Me
It Don't Matter to Me is een nummer van de Britse muzikant Phil Collins uit 1983. Het is de zevende single van zijn tweede soloalbum Hello! I Must Be Going.
"It Don't Matter to Me" is een popnummer met soulinvloeden. Aangezien het nummer alleen in Nederland is uitgebracht, bereikte het ook alleen daar de hitlijsten. Het nummer bereikte een 18e positie in de Tipparade. Desondanks werd de plaat wel een radiohit en wordt het tot op de dag van vandaag nog regelmatig gedraaid.

## Tracklijst
7-inch single
1. "It Don't Matter to Me" - 4:12
2. "Why Can't It Wait 'Til Morning - 3:01